# ميخائيل ليفين
ميخائيل ليفين هو منافس ألعاب قوى روسي، ولد في 10 أبريل 1986.

## وصلات خارجية
- ميخائيل ليفين على موقع الاتحاد الدولي لألعاب القوى (الإنجليزية)